# Rosa leschenaultiana
Rosa leschenaultiana är en rosväxtart som först beskrevs av Claude Antoine Thory, och fick sitt nu gällande namn av Robert Wight och Arn.. Rosa leschenaultiana ingår i släktet rosor, och familjen rosväxter. Inga underarter finns listade i Catalogue of Life.

## Bildgalleri

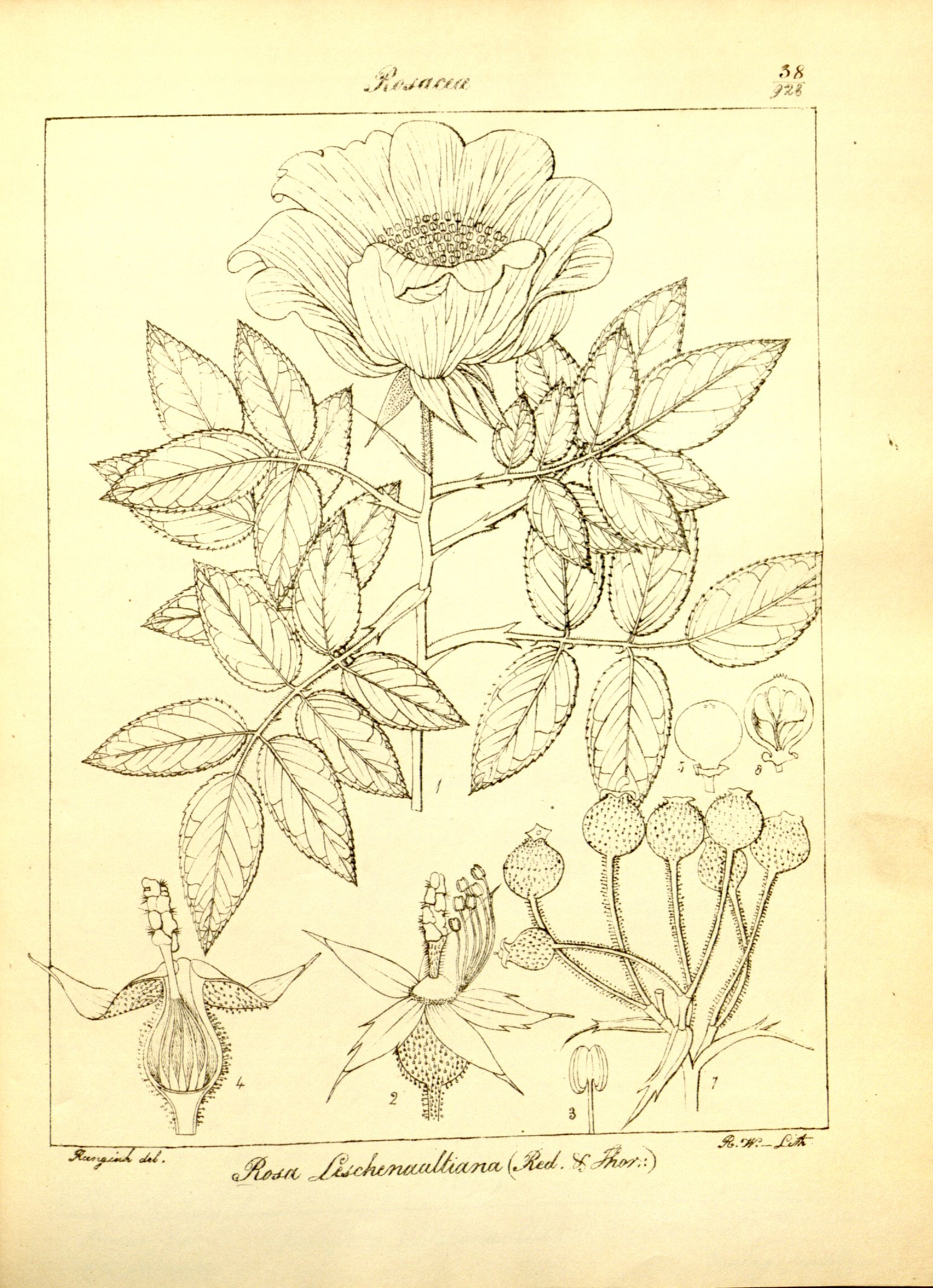